# Honda Forza 350
A Honda Forza 350 é uma motocicleta do tipo Maxi-Scooter, produzida pela fabricante japonesa de motocicletas Honda na Tailândia desde 2021 e importada para o Brasil desde agosto de 2022.
O modelo havia sido apresentado em 2019 no Salão Duas Rodas como "Forza 300" e expectativa de vendas no Brasil a partir de 2020, no entanto, devido à complicações na cadeia produtiva por conta da pandemia, seu lançamento teve que ser adiado. Na última atualização que recebeu para atender às normas Euro 6 de emissões na Europa, teve a cilindrada aumentada para 330 cm³. No Brasil, seu Preço Público Sugerido (PPS) inicial foi de R$ 47.000.